# D'You Know What I Mean?
D'You Know What I Mean? is een nummer van de Britse Britpopband Oasis uit 1997. Het is de eerste single van hun derde studioalbum Be Here Now.
De regels "I met my maker I made him cry - And on my shoulder he asked me why - His people won't fly through the storm - I said "Listen up man, they don't even know you're born" zijn een verwijzing naar de vader van Liam en Noel Gallagher. "D'You Know What I Mean" werd een hit in Europa, met een nummer 1-positie in het Verenigd Koninkrijk. In de Nederlandse Top 40 haalde het een bescheiden 25e positie, en in de Vlaamse Ultratop 50 kwam het niet verder dan de 32e positie.